# Великие Будища (Диканьский район)
Великие Будища (укр. Великі Будища) — село, Великобудищанский сельский совет, Диканьский район, Полтавская область, Украина.
Код КОАТУУ — 5321081701. Население по переписи 2001 года составляло 1124 человека.
Является административным центром Великобудищанского сельского совета, в который, кроме того, входят сёла Кардашовка, Олефирщина, Писаревщина и Чернечий Яр.

## Географическое положение
Село Великие Будища находится между реками Ворскла и Кратова Говтва (~3 км). На расстоянии до 0,5 км расположены сёла Чернечий Яр и Олефирщина, в 2-х км от пгт Диканька. По селу протекает несколько пересыхающих ручьёв с запрудами. Через село проходит автомобильная дорога Н-12.

## Происхождение названия
Название своё село получило от существовавших здесь прежде стеклянных заводов (буд). На территории Украины 2 населённых пункта с названием Великие Будища.

## История
- С 1660 по 1775 года в местечке Будища (теперь село Великие Будища) находилась Будиская (Великобудиская) сотня.
- В 1709 году во время Северной войны в селе Великие Будища располагался штаб Карла XII.

## Достопримечательности
Деревянная Троицкая церковь существовала в XVII—XIX вв. В 1876 каменная Рождество-Богородицкая церковь была переосвящена на Троицкую.

## Известные жители и уроженцы
- Костенко, Владимир Полиевктович (1881—1956) — корабельный инженер, родился в селе.
- Войтенко, Стефан Ефимович (1909) — Герой Советского Союза, учился в селе.
- Гетьман, Семён Григорьевич (1902—1985) — Герой Советского Союза, родился и вырос в селе.
- Даценко, Иван Иванович (1918) — Герой Советского Союза, учился в селе.
- Листопад, Мария Максимовна (1911—1989) — Герой Социалистического Труда.
- Маложиленко, Анна Карповна (1902—1986) — Герой Социалистического Труда.
- Швец, Николай Николаевич (1956) — российский политик и предприниматель, родился в селе.